# يوهان لا روش
يوهان لا روش (بالألمانية: Johann La Roche)‏ (و. 1745 – 1806 م) هو ممثل مسرحي، وكاتب ألماني، ولد في براتيسلافا، توفي في فيينا، عن عمر يناهز 61 عاماً.